# Боливийско-парагвайские отношения
Боливийско-парагвайские отношения — двусторонние дипломатические отношения между Боливией и Парагваем. Протяжённость государственной границы между странами составляет 753 километра.

## История
С 1932 по 1935 год страны находились в состоянии войны за право обладать спорной территорией Гран-Чако. Этот конфликт стал самым кровопролитной латиноамериканской войной XX века. В результате войны Парагвай получил 3/4 спорной территории Чако и граница между Боливией и Парагваем в настоящее время проходит по этой линии. Боливия получила на коротком промежутке выход к реке Парагвай для постройки порта, а также право судоходства через территорию Парагвая.
27 апреля 2009 года в Буэнос-Айресе президенты Боливии — Эво Моралес и Парагвая — Фернандо Луго, спустя семьдесят лет после окончания войны, подписали договор об окончательном урегулировании государственной границы в Чакской области.